# 국수호박
국수호박(영어: summer squash)은 페포호박의 재배종이다. 익히면 속살이 결대로 풀어져 국수 가락 같은 형태가 된다.

## 사진 갤러리

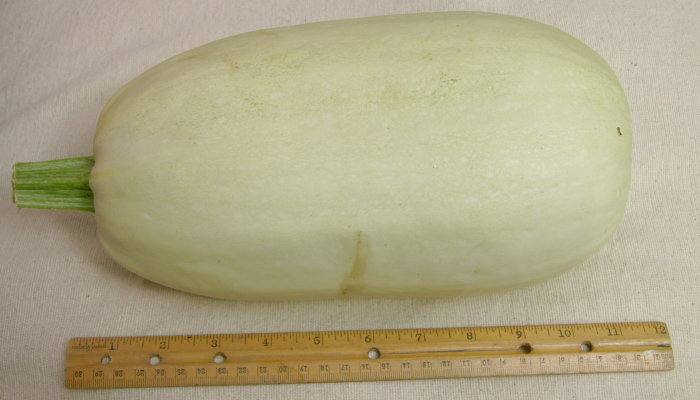
익히지 않은 국수호박
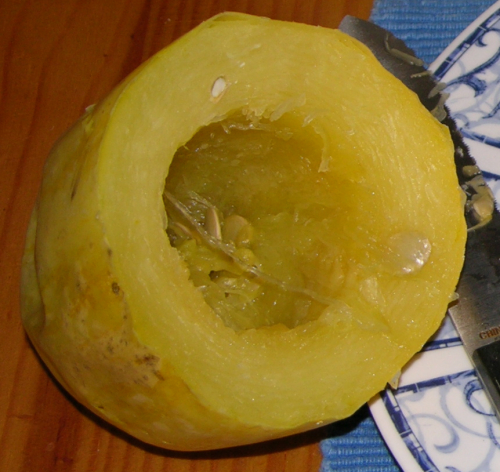
익힌 국수호박
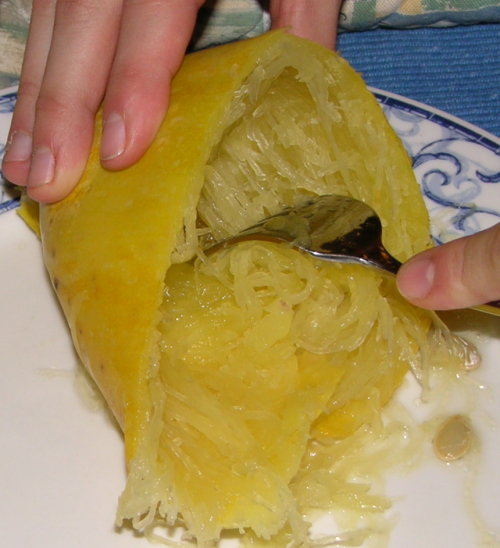
익힌 국수호박

## 같이 보기
- 주키니호박